# ميخائيل جيمس ديمبسي
ميخائيل جيمس ديمبسي (بالإنجليزية: Michael James Dempsey) هو كاهن كاثوليكي أمريكي، ولد في 12 فبراير 1912 في بروفيدنس في الولايات المتحدة، وتوفي في 19 مارس 1996 في دنفر في الولايات المتحدة.